# Hexanchidae
I Pesci vacca (Hexanchidae Gray, 1851) sono una famiglia di squali appartenente all'ordine Hexanchiformes.

## Descrizione
Le dimensioni delle varie specie sono comprese tra i 140 ed i 480 cm. La famiglia è caratterizzata da un maggior numero di coppie di fessure branchiali rispetto alla media degli squali. Ci sono probabilmente soltanto 2 generi di squalo con 7 coppie di fessure branchiali, ed entrambi appartengono agli Hexanchidae: gli Heptranchias ed i Notoryhncus. Il genere Hexanchus ne ha invece 6. Il margine della prima branchia è discontinuo attraverso la gola. La bocca è subterminale con denti grandi e affilati come lame e disposti a pettine nella mascella inferiore. Hanno un'unica pinna dorsale. La pinna caudale ha una vistosa tacca subterminale.

## Distribuzione
Vivono in tutti e tre gli Oceani principali. Per la maggior parte vivono in acque piuttosto profonde sulla piattaforma continentale e sullo zoccolo continentale, fino a profonfità di 1875 metri.

## Biologia
Gli squali della famiglia Hexanchidae si nutrono di organismi marini relativamente grandi, come piccoli squali di altre specie, razze, pesci ossei, crostacei e carogne di altri pesci.
Tutte le specie di Hexanchidae sono ovovivipare, ma mancano del sacco vitellino.

## Tassonomia
- Genere Heptranchias (Rafinesque, 1810)
  - Heptranchias perlo (Bonnaterre, 1788)
- Genere Hexanchus (Rafinesque, 1810)
  - Hexanchus griseus (Bonnaterre, 1788)
  - Hexanchus nakamurai (Teng, 1962)
  - Hexanchus vitulus (Daly-Engel, 2018)
- Genere Notorynchus (Ayres, 1855)
  - Notorynchus cepedianus (Péron, 1807)

Oltra a queste specie viventi sono riconosciute anche molte altre specie fossili.